# Фернандес, Бриан
Бриан Леонель Фернандес (исп. Brian Leonel Fernández; родился 26 сентября 1994 года в Санта-Фе, Аргентина) — аргентинский футболист, нападающий.
Брат Бриана, Леандро Фернандес, также является футболистом, в 2017 году выиграл с «Индепендьенте» Южноамериканский кубок.

## Клубная карьера
Фернандес — воспитанник клуба «Дефенса и Хустисия». 26 мая 2012 года в матче против «Феррокарриль Оэсте» он дебютировал во втором аргентинском дивизионе. В своём втором сезоне Бриан сыграл в 13 поединках, но не забил ни одного гола и лишь трижды вышел в основе. Только в следующем сезоне Фернандес смог завоевать место в стартовом составе. 29 сентября 2013 года в матче против «Вилла Сан Карлос» он забил свой первый гол за «Хустисию». В том году Бриан забил 11 голов и помог клубу занять второе место и выйти в элиту.
10 августа 2014 года в матче против «Расинга» из Авельянеды Фернандес дебютировал в аргентинской Примере. В этом же поединке он забил свой первый гол в высшем аргентинском дивизионе. Несмотря на то, что команда много проигрывала Бриан зарекомендовал себя лидером.
В начале 2015 года Фернандес перешёл в «Расинг». Сумма трансфера составила 750 тыс. евро. 14 февраля в матче против «Росарио Сентраль» он дебютировал за новую команду, заменив во втором тайме Лусиано Ауэда. 11 марта в поединке Кубка Либертадорес против перуанского «Спортинг Кристал» Бриан забил свой первый гол за «Расинг». 15 апреля в матче против венесуэльского «Депортиво Тачира» он вновь отличился в Кубке Либертадорес.
В 2015 году Фернандес был дисквалифицирован КОНМЕБОЛ за обнаружение в крови следов кокаина. Дисквалификация закончится 9 июля 2016 года. Санкции могли бы быть более жёсткими (отстранение от футбола на два года), если бы игрок не признал свою вину, сказав, что это было связано с проблемами в личной жизни.
В 2017 году после окончания дисквалификации Бриан был отдан в аренду в «Сармьенто». 20 мая в матче против «Тальерес» он дебютировал за новую команду. Летом того же года Фернандес на правах аренды перешёл во французский «Мец». 26 августа в матче против «Кана» он дебютировал в Лиге 1. В начале 2018 года Бриан на правах аренды присоединился к чилийскому «Унион Ла-Калера». 3 февраля в матче против «Палестино» он дебютировал в чилийской Примере. В этом же поединке Бриан забил свой первый гол за «Унион Ла-Калера».
Летом 2018 года Фернандес перешёл в мексиканскую «Некаксу».
В мае 2019 года перешёл в американский «Портленд Тимберс». 16 мая в матче против хьюстонского «Динамо» забил дебютный гол в MLS.

## Игровые качества
Фернандес — техничный нападающий с высокой скоростью.